# Ромеро, Карлос (сценарист)
Карлос Ромеро (исп. Carlos Romero, род. 14 апреля 1946, Санта-Крус-де-Тенерифе, Испания) — испанский актёр, писатель и сценарист, внёсший огромный вклад в развитие латиноамериканского кинематографа (в частности венесуэльского и мексиканского).

## Биография
Родился 14 апреля 1946 года в Санта-Крус-де-Тенерифе. В детстве переехал в Венесуэлу, где в возрасте 12 лет устроился работать на радио в качестве радиоактёра. В возрасте 15 лет начал писать сценарии для радиопостановок, а начиная с 1968 года и телевизионные версии оригинальных сценариев для латиноамериканского кинематографа. Известный продюсер белорусского происхождения Валентин Пимштейн узнав, что сценаристка Мария Сараттини Дан не в состояние дальше писать адаптацию оригинального сценария к телесериалу «Богатые тоже плачут», из Венесуэлы пригласил Карлоса Ромеро в Мексику и не ошибся — с этого момента он стал сотрудничать с Валентином Пимштейном вплоть до середины 1990-х годов. Постоянно писал телевизионные версии к оригинальным сценариям Инес Родена. В качестве сценариста написал оригинальные сценарии и телевизионные версии к 49 работам в кино и телесериалах. Является сценаристом с юмористическими чертами характера, ибо в телевизионные версии может вставить юмористические моменты, с целью поднятия рейтинга телесериалов (например юмористические сценки с Доном Чема и Рене из телесериала «Просто Мария»), а также создания образов героев на основе реальных людей. Был трижды номинирован на премии Teleguia Mexico и TVyNovelas, ему удалось одержать достойную победу в премии Teleguia Mexico.

## Фильмография
- 2014 — Кошка / La Gata (сериал)
- 2013 — Непокорное сердце / Corazón indomable (сериал)
- 2009 — Невезучая[уточнить] / Pobre Diabla (сериал)
- 2008—2009Осторожно с ангелом / Cuidado con el ángel (сериал)
- 2005—2006 — Перегрина[уточнить] / Peregrina (сериал)
- 2004—2005 — Невинность[уточнить] / Inocente de ti (сериал)
- 2001 — Злоумышленница / La intrusa (сериал)
- 2001 — Красивая женщина / Mujer bonita (мини-сериал)
- 1999 — Росалинда / Rosalinda (сериал, адаптация)
- 1998 — Узурпаторша: Продолжение / Más allá de la usurpadora (ТВ, адаптация)
- 1998—н. в. — Узурпаторша / La usurpadora (сериал)
- 1996 — Навсегда[уточнить] / Para toda la vida (сериал)
- 1996 — Мне не жить без тебя / Te sigo amando (сериал)
- 1996 — Ложь во спасение / Bendita Mentira (сериал)
- 1995 — Мария из предместья / María la del Barrio (сериал)
- 1994 — Пленница любви / Prisionera de amor (сериал)
- 1994 — Только ты / Como tú, ninguna (сериал)
- 1994—н. в. — Маримар / Marimar (сериал)
- 1993 — Валентина / Valentina (сериал)
- 1992 — Американские горки[уточнить] / Carrusel de las Américas (сериал)
- 1992 — Замарашка / Cara sucia (сериал)
- 1992 — Мария Мерседес / María Mercedes (сериал, адаптация)
- 1991 —  / Amor y venganza
- 1989 — Мятежный рубин / Rubí rebelde (сериал, рассказ)
- 1989—1990 — Просто Мария / Simplemente María (сериал, либретто)
- 1988 — Гора страдания / Monte Calvario (сериал, адаптация)
- 1987 — Непокорная / La indomable (сериал)
- 1987—1988 — Дикая Роза / Rosa salvaje (сериал, адаптация)
- 1985 — Проходят годы / Los años pasan (сериал, адаптация)
- 1985 — Пожить немножко / Vivir un poco (сериал)
- 1985 — Бьянка Видаль / Bianca Vidal (сериал)
- 1984 — Счастливые годы / Los años felices (сериал, адаптация)
- 1984 — Принцесса / Principessa (сериал, адаптация)
- 1984 — Гваделупе / Guadalupe (сериал, адаптация)
- 1983 — Искорка / Chispita (сериал, адаптация)
- 1983 — Амалия Батиста / Amalia Batista (сериал)
- 1983—н. в. — Бедная сеньорита Лимантур / La pobre Señorita Limantour (сериал, адаптация)
- 1983 — Хищница / La fiera (сериал, адаптация)
- 1982 — Ванесса / Vanessa (сериал)
- 1981 — Дом, который я ограбила / El hogar que yo robé (сериал)
- 1980 — Тщеславие / Ambición (сериал)
- 1980 — Соледад / Soledad (сериал)
- 1980 — Колорина / Colorina (сериал, адаптация)
- 1979 — Вероника[уточнить] / Verónica (сериал)
- 1979 — Богатые тоже плачут / Los ricos también lloran (сериал, адаптация)
- 1973—1974 — Ракель[уточнить] / Raquel (сериал)
- 1972—1973 — Жертвоприношение женщины / Sacrificio de mujer (сериал)
- 1972 — Госпожа / La doña (сериал)
- 1971 — Барбара / Barbara (сериал)